# Papaipema mulieris
Papaipema mulieris là một loài bướm đêm trong họ Noctuidae.